# Lista de bandeiras do Gana
A seguir esta é uma lista de bandeiras associadas a Gana.

## Bandeira nacional
| Bandeira | Data          | Uso              | Descrição                                                                                        |
| -------- | ------------- | ---------------- | ------------------------------------------------------------------------------------------------ |
|          | 1966-presente | Bandeira de Gana | Uma tribanda horizontal de vermelho, dourado e verde, carregada com uma estrela preta no centro. |

## Bandeiras do governo
| Bandeira | Data          | Uso                            | Descrição |
| -------- | ------------- | ------------------------------ | --- |
|          | 1966-presente | Bandeira do presidente do Gana | Uma tribanda horizontal de vermelho, dourado e verde, carregada com uma estrela preta no centro com uma borda dourada. |
|          | 1964-1966     | Bandeira do presidente do Gana | Um campo azul elétrico com o emblema do governo no centro.                                                             |
|          | 1966-presente | Bandeira do presidente do Gana | Um campo azul marinho com o emblema do governo no centro.                                                              |

## Bandeiras de grupos étnicos
| Bandeira | Data          | Uso                  | Descrição |
| -------- | ------------- | -------------------- | --- |
|          | 1935-presente | Bandeira dos axântis | Uma bandeira tricolor horizontal de ouro, preto, verde e branco com o Banco Dourado posicionado no meio da bandeira.        |
|          | ? -presente   | Bandeira dos jejes   | Uma bandeira tricolor horizontal de verde (acima), vermelho e verde com 3 estrelas douradas na faixa vermelha.              |
|          | ? -presente   | Bandeira dos hauçás  | Um campo branco com a estrela Dagin Arewa no centro.                                                                        |
|          | ? -presente   | Bandeira dos iorubás | Um campo azul com um disco branco fora do centro em direção ao mastro e 2 anéis verdes e uma lança dourada dentro do disco. |

## Bandeiras de partidos políticos
| Bandeira                                                 | Data          | Uso                                                | Descrição                                                                         |
| -------------------------------------------------------- | ------------- | -------------------------------------------------- | --------------------------------------------------------------------------------- |
|                                                          | 1992-presente | Bandeira do Congresso Democrático Nacional de Gana | 4 listras horizontais de preto, vermelho, branco e verde com o emblema no centro. |
| Ficheiro:Convention People's Party (political party).png | 1966-presente | Bandeira do Partido Popular da Convenção           |                                                                                   |
|                                                          | 2017-presente | Bandeira da Togolândia Ocidental                   |                                                                                   |
| Link para o ficheiro                                     | 1992-presente | Bandeira da Convenção Nacional do Povo             |                                                                                   |
| Link para o ficheiro                                     | 2006-2012     | Bandeira do Partido da Liberdade Democrática       |                                                                                   |

## Bandeiras militares
| Bandeira | Data          | Uso                                   | Descrição |
| -------- | ------------- | ------------------------------------- | --- |
|          | 1964-1966     | Bandeira civil de Gana                | Um campo vermelho com a bandeira nacional, fimbriada em preto, no cantão.                                           |
|          | 1966-presente | Bandeira civil de Gana                | Um campo vermelho com a bandeira nacional, fimbriada em preto, no cantão.                                           |
|          | 1964-1966     | Bandeira naval de Gana                | Uma cruz vermelha de São Jorge em uma bandeira central branca, com a bandeira nacional no cantão.                   |
|          | 1966-presente | Bandeira naval de Gana                | Uma cruz vermelha de São Jorge sobre bandeira central branca, com a bandeira nacional no cantão.                    |
|          | 1964-1966     | Bandeira da Força Aérea de Gana       | Um campo azul-claro com a bandeira nacional do cantão carregada na mosca com um medalhão vermelho, branco e verde.  |
|          | 1966-presente | Bandeira da Força Aérea de Gana       | Um campo azul claro com a bandeira nacional do cantão carregada na mosca com um medalhão vermelho, amarelo e verde. |
|          | 1964-1966     | Bandeira da Aeronáutica Civil de Gana | Um campo azul-claro com a bandeira nacional do cantão carregada na mosca com uma estrela preta de cinco pontas.     |
|          | 1966-presente | Bandeira da Aeronáutica Civil de Gana | Um campo azul claro com a bandeira nacional do cantão carregada na mosca com uma estrela preta de cinco pontas.     |

## Bandeiras propostas
| Bandeira | Data | Uso                                 | Descrição |
| -------- | ---- | ----------------------------------- | --- |
|          | 2002 | Proposta de Emmanuel Enoch Agbozo   | |
|          | 1914 | Bandeira proposta para a Togolândia | Uma bandeira tricolor, composta por três faixas horizontais iguais de cor preta (em cima), branca e vermelha (em baixo), com o emblema da Togolândia no centro. |

## Bandeiras históricas
| Bandeira | Data                  | Uso | Descrição |
| -------- | --------------------- | --- | --- |
|          | 1482-1485             | Bandeira do Reino de Portugal (Costa do Ouro Portuguesa) | Há cinco escudos azuis cada carregado com um número indeterminado de bezantes em um campo branco. Fronteira: vermelha com castelos amarelos e uma cruz verde da Ordem de Aviz. |
|          | 1485-1495             | Bandeira do Reino de Portugal (Costa de Ouro portuguesa) | Há cinco escudos azuis cada um carregado com 5 bezantes em um campo branco. Fronteira: vermelha com 7 castelos amarelos.                                                       |
|          | 1495-1521             | Bandeira do Reino de Portugal (Costa de Ouro portuguesa) | Um campo branco com o brasão de armas português no centro. |
|          | 1521-1578             | Bandeira do Reino de Portugal (Costa de Ouro portuguesa) | Um campo branco com o brasão de armas português no centro. |
|          | 1578-1640             | Bandeira do Reino de Portugal (Costa de Ouro portuguesa) | Um campo branco com o brasão de armas português no centro. |
|          | 1612-1795             | Bandeira do Príncipe da República das Sete Províncias Unidas dos Países Baixos (Costa do Ouro Holandesa)                                                        | Uma tricolor horizontal de laranja, branco e azul. |
|          | 1616-1640             | Bandeira do Reino de Portugal (Costa de Ouro portuguesa) (Bandeira de Portugal)                                                                                 | Um campo branco com o brasão de armas português no centro. |
|          | 1631-16371663-1700    | Bandeira do Reino da Inglaterra (Costa do Ouro inglesa) | Um campo branco com cruz vermelha centrada. |
|          | 1640-1642             | Bandeira do Reino de Portugal (Costa de Ouro portuguesa) | Um campo branco com o brasão de armas português no centro. |
|          | 1650–1658 a 1660–1663 | Bandeira do Reino da Suécia (Costa de Ouro da Suécio) | Azul com uma cruz nórdica amarela que se estende até as bordas da bandeira. Proporção geral, incluindo as caudas.                                                              |
|          | 1652–1672             | Estado-Membro Bandeira da República dos Países Baixos (Costa de Ouro Holandesa)                                                                                 | Uma tricolor horizontal de vermelho, branco e azul. |
|          | 1658–1850             | Bandeira do Reino da Dinamarca-Noruega e do Reino da Dinamarca (Costa do Ouro dinamarquesa)                                                                     | Um campo vermelho carregado com uma cruz nórdica branca que se estende até as bordas; a parte vertical da cruz é deslocada para o lado do levantamento.                        |
|          | 1663-1700             | Bandeira da Companhia Real Africana | Um campo branco com cruz vermelha centrada com uma borda temática de xadrez.                                                                                                   |
|          | 1682-1721             | Bandeira do Sacro Império Romano (Brandenburger/Costa de Ouro prussiana).                                                                                       | Uma águia de cabeça dupla preta com haloes em um campo amarelo. |
|          | 1682-1701             | Bandeira do Marca de Brandeburgo (Costa de Ouro Brandeburgo).                                                                                                   | 7 faixas horizontais alternando preto e branco; com uma águia vermelha descentralizada em direcção ao levantamento.                                                            |
|          | 1684-1701             | Bandeira do Marca de Brandeburgo (Costa de Ouro Brandeburgo).                                                                                                   | Um campo branco com uma águia coronada vermelha fora do centro em direção ao levantamento.                                                                                     |
|          | 1701-1721             | Bandeira do Reino da Prússia (Costa de Ouro prussiano). | Uma águia negra segurando uma espada e uma vara em um campo branco, uma coroa no topo.                                                                                         |
|          | 1750-1801             | Bandeira do Reino da Grã-Bretanha | Uma superposição das bandeiras da Inglaterra e da Escócia |
|          | 1795–1813             | Bandeira da Primeira República Francesa e do Primeiro Império Francês (Costa de Ouro Holandesa ocupada pelos franceses)                                         | Uma tricolor vertical de azul, branco e vermelho. |
|          | 1795–1806             | Bandeira da República da Batavia | Uma tribanda horizontal de vermelho, branco e azul com o emblema da República no cantão.                                                                                       |
|          | 1801-1960             | Bandeira do Reino Unido | Uma superposição das bandeiras da Inglaterra e da Escócia com a Bandeira de São Patrício (representando a Irlanda).                                                            |
|          | 1806-1872             | Bandeira do Reino da Holanda, do Principado Soberano dos Países Baixos, do Reino Unido dos Países Baixos e do Reino dos Países Baixos (Costa de Ouro Holandesa) | Uma tricolor horizontal de vermelho, branco e azul. |
|          | 1870-1877             | Bandeira da África Ocidental Britânica | Uma bandeira azul desfigurada com o emblema dos assentamentos da África Ocidental.                                                                                             |
|          | 1877-1957             | Bandeira da Costa do Ouro Britânica | Uma bandeira azul desfigurada com o emblema da Costa do Ouro. |
|          | 1884-1916             | Bandeira do Império Alemão (Togolândia alemã) | Uma tricolor, feita de três bandas horizontais iguais, de cor preta (em cima), branca e vermelha (em baixo)                                                                    |
|          | 1884-1916             | Bandeira colonial do Império Alemão | Um tricolor, feito de três bandas horizontais iguais de cor preto (alto), branco e vermelho (abaixo) com o Reichsadler no centro.                                              |
|          | 1916-1956             | Bandeira da Togolândia Britânica | Uma bandeira azul desfigurada com um elefante. |
|          | 1935-1957             | Bandeira do Império Axânti | Uma tricolor horizontal de ouro, preto, verde e branco com o banheiro de ouro estacionado no meio da bandeira.                                                                 |
|          | 1957-1964             | Bandeira do Domínio do Gana e a primeira bandeira do Gana | Uma tribanda horizontal de vermelho, ouro e verde, carregada com uma estrela preta no centro.                                                                                  |
|          | 1958-1961             | Bandeira da União dos Estados Africanos | Uma tribanda horizontal de vermelho, ouro e verde, carregada com 2 estrelas negras na faixa amarela.                                                                           |
|          | 1961-1962             | Bandeira da União dos Estados Africanos | Uma tribanda horizontal de vermelho, ouro e verde, carregada com 3 estrelas negras na faixa amarela.                                                                           |
|          | 1964-1966             | Segunda bandeira do Gana | Uma tribanda horizontal de vermelho, branco e verde, carregada com uma estrela preta no centro.                                                                                |